# Сорокин, Сергей Николаевич
Серге́й Никола́евич Соро́кин (2 октября 1969, Горький) — советский и российский хоккеист.

## Карьера
Сергей Сорокин начал карьеру в команде «Торпедо» (Горький) в 1985 году. В 1989 году перешёл в «Динамо» (Москва), в котором играл до конца сезона 1994/95.
Сезон 1994/95 Сорокин начал в ХК «Фасса» в итальянской серии А, прежде чем вернуться в «Динамо» на серию плей-офф. В следующем сезоне заключил контракт с «Дюссельдорфом», в составе которого выиграл чемпионат Германии. В сезоне 1997/98 годов играл за «Ганновер Скорпионс», к началу сезона-1998/99 вернулся в Россию, где выступал за «Авангард» в чемпионате России и набрал 12 очков.
Летом 1999 года вернулся в «Дюссельдорф», с которым поднялся в немецкую хоккейную лигу, где играл в сезоне 2000/01. После двух лет в команде «ДЕГ Метро Старс» Сорокин подписал контракт с «Химиком» (Воскресенск), с которым в сезоне 2002/03 вернулся в Суперлигу. Сорокин закончил выступать после сезона 2003/04.

### В сборной
До распада СССР Сорокин принимал участие в чемпионатах мира среди молодежи в 1988 (серебро) и 1989 (золото) году. Выступал в сборной России на чемпионатах мира в 1993 (золото), 1994 и 1995, и на Зимних Олимпийских игр в Лиллехаммере в 1994 году.